# Skriva
Automobiles Skriva war ein französischer Hersteller von Automobilen.

## Unternehmensgeschichte
Das Unternehmen aus Paris begann 1922 mit der Produktion von Automobilen. Der Markenname lautete Skriva. 1924 endete die Produktion. Nur wenige Fahrzeuge entstanden.

## Fahrzeuge
Im Angebot stand nur ein Modell. Für den Antrieb sorgte ein Einbaumotor von Sergant mit seitlichen Ventilen und 2402 cm³ Hubraum.